# Вебстер (округ, Міссурі)
Шаблон:StateAbbr_ 37°17′ пн. ш. 92°52′ зх. д. / 37.28° пн. ш. 92.87° зх. д.
Округ  Вебстер (англ. Webster County) — округ (графство) у штаті Міссурі, США. Ідентифікатор округу 29225.

## Історія
Округ утворений 1855 року.

## Демографія
За даними перепису 
2000 року 
загальне населення округу становило 31045 осіб, зокрема міського населення було 6032, а сільського — 25013.
Серед мешканців округу чоловіків було 15630, а жінок — 15415. В окрузі було 11073 домогосподарства, 8437 родин, які мешкали в 12052 будинках.
Середній розмір родини становив 3,14.
Віковий розподіл населення поданий у таблиці:
| Стать    | До 15 років | 15-21 | 22-29 | 30-39 | 40-49 | 50-65 | 65-85 | Понад 85 |
| -------- | ----------- | ----- | ----- | ----- | ----- | ----- | ----- | -------- |
| Чоловіки | 3835        | 1556  | 1560  | 2524  | 2312  | 2308  | 1377  | 158      |
| Жінки    | 3652        | 1448  | 1426  | 2300  | 2252  | 2319  | 1700  | 318      |

## Суміжні округи
- Лаклід — північний схід
- Райт — схід
- Дуглас — південний схід
- Крістіан — південний захід
- Ґрін — захід
- Даллас — північний захід

## Виноски
1. ↑  U.S. Decennial Census. United States Census Bureau. Архів оригіналу за 19 липня 2018. Процитовано 22 листопада 2014.
2. ↑  Historical Census Browser. University of Virginia Library. Архів оригіналу за 16 серпня 2012. Процитовано 22 листопада 2014.
3. ↑  Population of Counties by Decennial Census: 1900 to 1990. United States Census Bureau. Архів оригіналу за 3 грудня 2014. Процитовано 22 листопада 2014.
4. ↑  Census 2000 PHC-T-4. Ranking Tables for Counties: 1990 and 2000 (PDF). United States Census Bureau. Архів оригіналу (PDF) за 18 грудня 2014. Процитовано 22 листопада 2014.
5. ↑  State & County QuickFacts. United States Census Bureau. Архів оригіналу за 28 грудня 2015. Процитовано 14 вересня 2013.(англ.) Наведено за англійською вікіпедією.
6. ↑  QuickFacts. Webster County, Missouri. United States Census Bureau. Архів оригіналу за 19 липня 2019. Процитовано 19 липня 2019.
7. ↑  American FactFinder. Бюро перепису населення США. Архів оригіналу за 26 лютого 2012. Процитовано 31 січня 2008.

| США | Це незавершена стаття з географії США. Ви можете допомогти проєкту, виправивши або дописавши її. |